# ブリックヤード400
ブリックヤード400（Brickyard 400）は、インディアナ州インディアナポリスのインディアナポリス・モーター・スピードウェイで開催されるモンスターエナジー・NASCARカップ・シリーズの一戦。2005年から2009年までは米国大手保険会社のオールステート保険(Allstate Insurance)が冠スポンサーとなり、「Allstate 400 at the Brickyard」のタイトルで開催されていた。

## 歴史

会場となるインディアナポリス・モーター・スピードウェイのレイアウト

1990年代にはすでにアメリカ合衆国で人気ナンバーワンモータースポーツに成長していたNASCARではあったが、そのレースは以前アメリカ合衆国南部を中心に行なわれていて、F1モナコGP、ル・マン24時間レースと並び世界3大レースのひとつであるインディ500が行なわれるアメリカンモータースポーツの聖地、アメリカ合衆国北部インディアナ州のインディアナポリス市近郊のインディアナポリス・モーター・スピードウェイでの開催はされていなかった。
そこで当然インディアナポリス・モーター・スピードウェイでのNASCARレース開催の機運が高まり、1994年にブリックヤード400としてスタートした。

## 概要
インディアナポリス・モーター・スピードウェイのコースを160周（1周：2.5mile = 4,000m）400マイルで争われる。バンクが低いインディアナポリスではサイド・バイ・サイドでターンに進入することが難しく、レースはシングルファイル（一列の状態）で進む。そのため予選上位が有利である。ただしロードコースが得意なドライバーでも上位進出が期待できる。

## 由来
ブリックヤード400の「ブリックヤード」とは英語で「煉瓦の庭」を意味し、インディアナポリス・モーター・スピードウェイのニックネームである。
これはかつて、インディアナポリス・モーター・スピードウェイが無数の煉瓦で舗装されていたことに由来する。
アスファルト舗装に変わった現在も、スタート／フィニッシュラインに1ヤードだけレンガのラインが残されている。
優勝ドライバーはチームメンバーや家族と共にこのラインにキスをすることが恒例となっている。

## 誤解
日本人の中にはデイトナ500やインディ500と間違える人も多いが、以下の違いがある。
- ブリックヤード400 - モンスターエナジー・NASCARカップ・シリーズのシーズン中盤、7月下旬か8月上旬にインディアナポリス・モーター・スピードウェイで開催されるレース。
- デイトナ500 - モンスターエナジー・NASCARカップ・シリーズの開幕戦。2月最終週にアメリカ合衆国フロリダ州デイトナビーチのデイトナ・インターナショナル・スピードウェイで開催されるレース。
- インディ500 - IndyCarが主催するインディカー・シリーズの一戦、5月の最終月曜日（メモリアルデー）の前日の日曜日にインディアナポリス・モーター・スピードウェイで開催されるレース。

## 歴代優勝者
| 年   | 決勝日   | 優勝者                   | チーム                                 | 車体・エンジン | レース距離 | レース距離      | レース時間 | 平均時速 (mph) | スタート時 順位 |
| 年   | 決勝日   | 優勝者                   | チーム                                 | 車体・エンジン | 周回数     | マイル (km)     | レース時間 | 平均時速 (mph) | スタート時 順位 |
| ---- | -------- | ------------------------ | -------------------------------------- | -------------- | ---------- | --------------- | ---------- | -------------- | --------------- |
| 1994 | 8月6日   | ジェフ・ゴードン         | ヘンドリック・モータースポーツ         | シボレー       | 160        | 400 (643.737)   | 3:01:51    | 131.932        | 3               |
| 1995 | 8月5日   | デイル・アーンハート     | リチャード・チルドレス・レーシング     | シボレー       | 160        | 400 (643.737)   | 2:34:38    | 155.218        | 13              |
| 1996 | 8月3日   | デイル・ジャレット       | ロバート・イェーツ・レーシング         | フォード       | 160        | 400 (643.737)   | 2:52:02    | 139.508        | 24              |
| 1997 | 8月2日   | リッキー・ラッド         | Rudd Performance Motorsports           | フォード       | 160        | 400 (643.737)   | 3:03:28    | 130.828        | 7               |
| 1998 | 8月1日   | ジェフ・ゴードン (2)     | ヘンドリック・モータースポーツ (2)     | シボレー       | 160        | 400 (643.737)   | 3:09:19    | 126.77         | 3               |
| 1999 | 8月7日   | デイル・ジャレット (2)   | ロバート・イェーツ・レーシング (2)     | フォード       | 160        | 400 (643.737)   | 2:41:57    | 148.288        | 4               |
| 2000 | 8月5日   | ボビー・ラボンテ         | ジョー・ギブス・レーシング             | ポンティアック | 160        | 400 (643.737)   | 2:33:56    | 155.918        | 3               |
| 2001 | 8月5日   | ジェフ・ゴードン (3)     | ヘンドリック・モータースポーツ (3)     | シボレー       | 160        | 400 (643.737)   | 3:03:30    | 130.79         | 27              |
| 2002 | 8月4日   | ビル・エリオット         | エヴァ―ナム・モータースポーツ          | ダッジ         | 160        | 400 (643.737)   | 3:11:57    | 125.033        | 2               |
| 2003 | 8月3日   | ケヴィン・ハーヴィック   | リチャード・チルドレス・レーシング (2) | シボレー       | 160        | 400 (643.737)   | 2:58:22    | 134.548        | 1               |
| 2004 | 8月8日   | ジェフ・ゴードン (4)     | ヘンドリック・モータースポーツ (4)     | シボレー       | 161*       | 402.5 (647.76)  | 3:29:56    | 115.037        | 11              |
| 2005 | 8月7日   | トニー・スチュワート     | ジョー・ギブス・レーシング (2)         | シボレー       | 160        | 400 (643.737)   | 3:22:03    | 118.782        | 22              |
| 2006 | 8月6日   | ジミー・ジョンソン       | ヘンドリック・モータースポーツ (5)     | シボレー       | 160        | 400 (643.737)   | 2:54:57    | 137.182        | 5               |
| 2007 | 7月29日  | トニー・スチュワート (2) | ジョー・ギブス・レーシング (3)         | シボレー       | 160        | 400 (643.737)   | 3:24:28    | 117.379        | 14              |
| 2008 | 7月27日  | ジミー・ジョンソン (2)   | ヘンドリック・モータースポーツ (6)     | シボレー       | 160        | 400 (643.737)   | 3:28:29    | 115.117        | 1               |
| 2009 | 7月26日  | ジミー・ジョンソン (3)   | ヘンドリック・モータースポーツ (7)     | シボレー       | 160        | 400 (643.737)   | 2:44:31    | 145.882        | 16              |
| 2010 | 7月25日  | ジェイミー・マクマレー   | チップ・ガナッシ・レーシング           | シボレー       | 160        | 400 (643.737)   | 2:56:24    | 136.054        | 4               |
| 2011 | 7月31日  | ポール・メナード         | リチャード・チルドレス・レーシング (3) | シボレー       | 160        | 400 (643.737)   | 2:52:18    | 140.766        | 15              |
| 2012 | 7月29日  | ジミー・ジョンソン (4)   | ヘンドリック・モータースポーツ (8)     | シボレー       | 160        | 400 (643.737)   | 2:54:19    | 137.68         | 6               |
| 2013 | 7月28日  | ライアン・ニューマン     | スチュワート＝ハース・レーシング       | シボレー       | 160        | 400 (643.737)   | 2:36:22    | 153.485        | 1               |
| 2014 | 7月27日  | ジェフ・ゴードン (5)     | ヘンドリック・モータースポーツ (9)     | シボレー       | 160        | 400 (643.737)   | 2:39:41    | 150.297        | 2               |
| 2015 | 7月25日  | カイル・ブッシュ         | ジョー・ギブス・レーシング (4)         | トヨタ         | 164*       | 410 (659.831)   | 3:06:51    | 131.656        | 9               |
| 2016 | 7月24日  | カイル・ブッシュ (2)     | ジョー・ギブス・レーシング (5)         | トヨタ         | 170*       | 425 (683.971)   | 3:17:46    | 128.94         | 1               |
| 2017 | 7月23日  | ケイシー・ケイン         | ヘンドリック・モータースポーツ (10)    | シボレー       | 167*       | 417.5 (671.901) | 3:39:00    | 114.384        | 19              |
| 2018 | 9月10日* | ブラッド・ケセロウスキー | チーム・ペンスキー                     | フォード       | 160        | 400 (643.737)   | 3:06:35    | 128.629        | 6               |

- 2004年：グリーン・ホワイト・チェッカーにより、161周/402.5マイルに延長。
- 2015年：グリーン・ホワイト・チェッカーにより、164周/410マイルに延長。
- 2016年：NASCARオーバータイムが2度適用となり、170周/425マイルに延長。
- 2017年：NASCARオーバータイムが2度適用となり、167周/417.5マイルに延長。
- 2018年：雨天のため月曜日に順延。